# Wrząca (powiat sieradzki)
Wrząca – wieś w Polsce położona w województwie łódzkim, w powiecie sieradzkim, w gminie Błaszki, ok. 5 km na południe od Błaszek.
W latach 1975–1998 miejscowość położona była w województwie sieradzkim.

## Części wsi
| SIMC    | Nazwa     | Rodzaj    |
| ------- | --------- | --------- |
| 0698992 | Borek     | część wsi |
| 0699000 | Łapigrosz | część wsi |
| 0699017 | Migacz    | część wsi |
| 0699023 | Poręby    | część wsi |

## Historia
Wieś pierwszy raz wzmiankowana w 1413 r., kiedy to należała do Zajączków h. Świnka piszących się „z Wrzący”. Kolejnymi jej właścicielami byli Brzechwowie h. Jastrzębiec i Urbańscy h. Nieczuja. Ok. 1660 r. Teresa Urbańska wniosła Wrzącą w posagu Grodzickim h. Gryf, którzy utrzymali ją do 1939 r.
W pobliżu dworu w niedzielę 16 listopada 1863 r. rosyjscy huzarzy z Kalisza rozbili polski oddział powstańczy dowodzony przez Wincentego Pągowskiego. 19 zabitych powstańców pochowano w pobliskim Wojkowie. Ich akta zgonów zachowały się w tamtejszym kościele. Schwytanych powstańców stracono w Kaliszu. Bitwę upamiętnia pomnik w centrum wsi (przy rozjeździe do Wojkowa), postawiony w 135. rocznicę powstania.

## Zabytki
Zachowało się w stosunkowo dobrym stanie założenie parkowo-dworskie. Poprzedni dwór od czasów późnośredniowiecznych do schyłku XVIII w. stał na wysepce – „kopcu”, otoczony wodą, po lewej stronie od bramy wjazdowej. Jest tam teraz kapliczka w postaci słupka ze świętym. Obecny dwór stoi nieco dalej, pośrodku parku. Główny budynek powstał najprawdopodobniej u schyłku XVII w. w stylu neoklasycystycznym. Około 1800 r. dobudowano do niego czterokolumnowy portyk z piętrami, a po 1870 r. dodano piętra nad dwoma skrajnymi osiami. Wówczas też powstały boczne ryzality, zwieńczone tympanonami o takim samym stopniu nachylenia jak w portyku. Dwór użytkowała do niedawna szkoła. W owalnym salonie, a także w owalnym bocznym saloniku zachowała się polichromia figuralna i krajobrazowa. Dwór otoczony jest parkiem z pocz. XIX w. z rzadkimi i pomnikowymi okazami drzew.
Naprzeciwko głównego do dworu wjazdu (po drugiej stronie drogi)) stoi kapliczka z początku XIX w. z czterema rzeźbami świętych, których imiona najczęściej występowały w rodzinie Grodzickich. Po przeciwnej stronie od wjazdu, przy tzw. owczej drodze prowadzącej na skróty do Wojkowa stoi kapliczka w kształcie krzyża, przykryta namiotowym daszkiem z gontów, wg tradycji postawiona na miejscu mogiły powstańców z 1863 r.
Według rejestru zabytków Narodowego Instytutu Dziedzictwa na listę zabytków wpisane są obiekty:
- zespół dworski, 1 poł. XIX w.:
  - dwór, nr rej.: 96/299 z 28.12.1967
  - park z aleją dojazdową od szosy Gruszczyce-Wojków, nr rej.: 874 z 28.12.1967
- aleja Wrząca-Gruszczyce, nr rej.: 1154 z 14.06.1974

## Przyroda
W lasach dawnego majątku Wrząca, przy drodze Brąszewice-Wojków, w uroczysku Orły, utworzono w 1995 r. rezerwat przyrody Wrząca.

## Szkoła
Do roku 2003 w Dworze mieściła się szkoła. Lecz był to jej ostatni rok. Początkowo było 8 klas, lecz w roku 1999 wybudowano w Gruszczycach Publiczne Gimnazjum wtedy zostało już tylko 6 klas.

## Ludzie związani z Wrzącą
- Radosław Popłonikowski – polski aktor i lektor filmowy